# Metanippononychus iriei
Metanippononychus iriei is een hooiwagen uit de familie Paranonychidae.